# فطريات سلحفائية
فطريات سلحفائية (الاسم العلمي: Testudinaceae)، فصيلة فطريات مجهرية من رتبة البوغانيات. تنتشر على نطاق واسع، لا سيما في الموائل الجافة، وهي في الغالب ذات تغذية ترممية.